# Shanghai Interbank Offered Rate
Shanghai Interbank Offered Rate (SHIBOR, 上海银行间同业拆放利率) ist der täglich festgelegte Referenzsatz im Interbankengeschäft, der an jedem Arbeitstag um 11:30 Uhr (Pekinger Zeit) fixiert wird. Es handelt sich um Sätze, welche die 18 qualifizierten wichtigsten Banken im Kreis von Pan-Chinese Interbank Offering Center (全国银行间同业拆借中心) in Shanghai festlegen, zu denen sie am Markt Gelder von anderen Banken aufnehmen bzw. angeboten erhalten.
Der Shibor wird für sehr kurze und monatliche, bis hinauf zu einjährigen Notierungen veröffentlicht. Für den Renminbi wird als Day count convention actual/365 verwendet. 
Shibor Zinsen sind (Offered) Angebotszinsen.
Die Veröffentlichung des Shibors erfolgt durch das National Interbank Funding Center in Shanghai.

## Sortimente des Shibors
Bisher werden 8 Sortimente des Shibors angeboten:
- Overnight-Shibor
- 1-Woche-Shibor
- 2-Wochen-Shibor
- 1-Monat-Shibor
- 3-Monats-Shibor
- 6-Monats-Shibor
- 9-Monats-Shibor
- 1-Jahr-Shibor

Z.B., der 3-Monats-Shibor ist der Zinssatz heute (t=0) für die nächsten 3 Monate, also die spot rate.